# Wavrans-sur-l’Aa
Wavrans-sur-l’Aa település Franciaországban, Pas-de-Calais megyében. Lakosainak száma 1211 fő (2022. január 1.). Wavrans-sur-l’Aa Lumbres, Elnes, Esquerdes, Merck-Saint-Liévin, Ouve-Wirquin, Remilly-Wirquin és Wismes községekkel határos.

## Népesség
A település népessége az elmúlt években az alábbi módon változott:
| Lakosok száma | 1302 | 1282 | 1312 | 1270 | 1255 | 1239 | 1240 | 1229 | 1211 |
|               | 2013 | 2015 | 2016 | 2017 | 2018 | 2019 | 2020 | 2021 | 2022 |